# عمر بن ربيعان
عمر بن عبد الرحمن بن ربيعان أحد مستشارين ومرافقين، الملك عبد العزيز آل سعود، واحد قادة هجر إخوان من أطاع الله. 

## حياته
هو عمر بن عبد الرحمن بن تركي بن سلطان بن محمد بن حمود بن محصن بن حصن بن مسلم بن ربيعان بن نوار بن عفار. من ذوي ثبيت من الروقة من عتيبة. ولد سنة 1891م/1308هـ وتوفي سنة 1980م/1400هـ.  تولى إمارة القبيلة وهجرة الداهنة بعد وفاة والده. ذكرته المصادر سنة 1925م/1343هـ حينما كان يقود لواء الداهنة في الرحلة الملكية من الرياض إلى الحجاز حينما تبلغ الملك بضم مكة. وألتف حوله ذوي ثبيت وغيرهم من عتيبة ومن قبائل أخرى تسكن الداهنة؛ حتى صار يغزو بـ 2000 مقاتل أثناء التوحيد. وقد شارك في حرب اليمن (1934) مع الملك فيصل. وحصار جدة.

## تمرد الإخوان
عندما بدا تمرد الإخوان انضم عمر بن ربيعان إلى الملك عبد العزيز آل سعود حيث أعلن ولاءه ومناصرته ضد الإخوان. وبعد القبض على فيصل الدويش، وسلطان بن بجاد. أمر الملك عبد العزيز خالد بن محمد بن عبد الرحمن الفيصل ومعه سرية من الجند بالذهاب إلى عتيبة لتأديب "مقعد الدهينة" ومن تبعه من عتيبة وبني عبد الله، وأمر عمر بن ربيعان رئيس قبائل عتيبة الموالين لابن سعود أن يسير لمساعدته. وخرج خالد بن منصور بن لؤي ومعه جند من أهل الخرمة ورنية وما حولها لتأديب المتمردين كما أنه زحف محمد بن سحمي أحد رؤساء قحطان ومعه جند من أهل الحجاز لهذه الغاية فلما رأى "الدهينة" وأصحابه من عتيبة وبني عبد الله من مطير أن الأخطار قد أحاطت بهم تشتتوا وفر الدهينة وجماعة معه من المتمردين فانضموا إلى الدويش، والعجمان، ولكنهم انهزموا في المعركة.